# Dezipol
Ein Dezipol, ein Begriff aus der Klimatechnik, beschreibt die empfundene Luftqualität. Die Aussage dient der Abschätzung, wie viele Personen die Qualität der Luft in einem Raum als „schlecht“ bewerten würden. Die Maßeinheit wurde von Ole Fanger eingeführt. Das Dezipol ist definiert durch eine Verunreinigung eines Raumes mit einem Olf, welchem zehn Liter frische Luft pro Sekunde im Mischlüftungsverfahren zugeführt werden.
{\displaystyle 1\,\mathrm {dp} ={1\,\mathrm {olf}  \over 10\,{\mathrm {l}  \over \mathrm {s} }}}

## Messung
Gemessen wird das Dezipol mit einem Dezipolmeter. Ein Dezipolmeter besteht aus einem Glas, in dem sich eine Materialprobe befindet (Aceton und andere Geruchsstoffe), einem Ventilator, der Luft durch das Glas zwingt und einem genormten Trichter, durch den die Luft dann entweicht und von einem Probanden aufgenommen und beurteilt werden kann. Größe und Form des Glases, Art der Probe, Luftvolumen und weitere Parameter werden überwacht, um Einflüsse auf das Ergebnis ausschließen zu können. Eine „Geruchsorgel“ mit mehreren Auslässen dient als „Meilenstein“. Hier werden an verschiedenen Auslässen unterschiedliche, aber je Auslass konstante Konzentrationen von Aceton angeboten, so dass eine Vergleichsprobe mit diesen „Meilensteinen“ verglichen werden kann.